# Paradarisa intermedia
Paradarisa intermedia är en fjärilsart som beskrevs av Barend J. Lempke 1970. Paradarisa intermedia ingår i släktet Paradarisa och familjen mätare. Inga underarter finns listade i Catalogue of Life.